# Potentilla inclinata
Potentilla inclinata là loài thực vật có hoa trong họ Hoa hồng. Loài này được Vill. miêu tả khoa học đầu tiên năm 1788.

## Hình ảnh

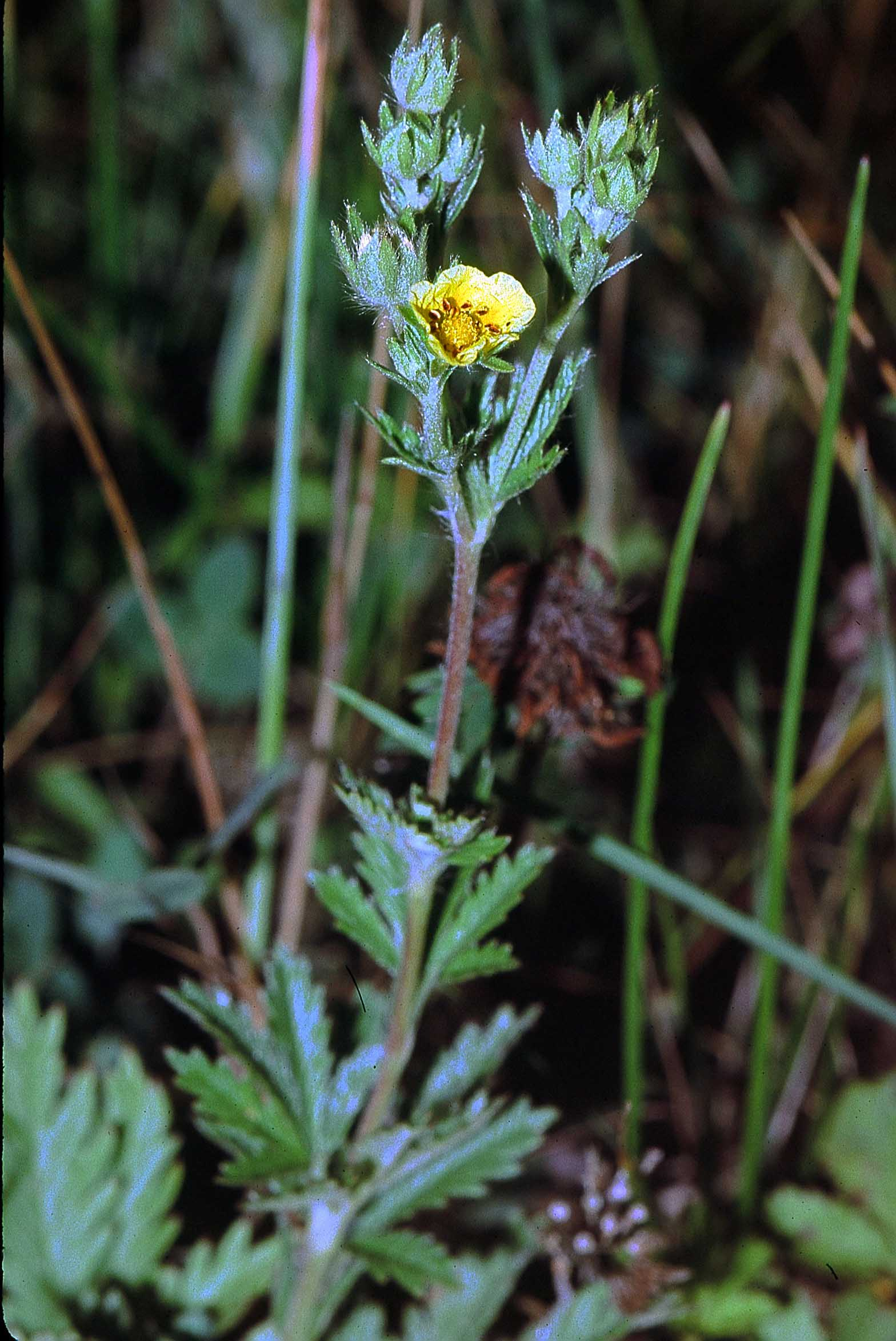
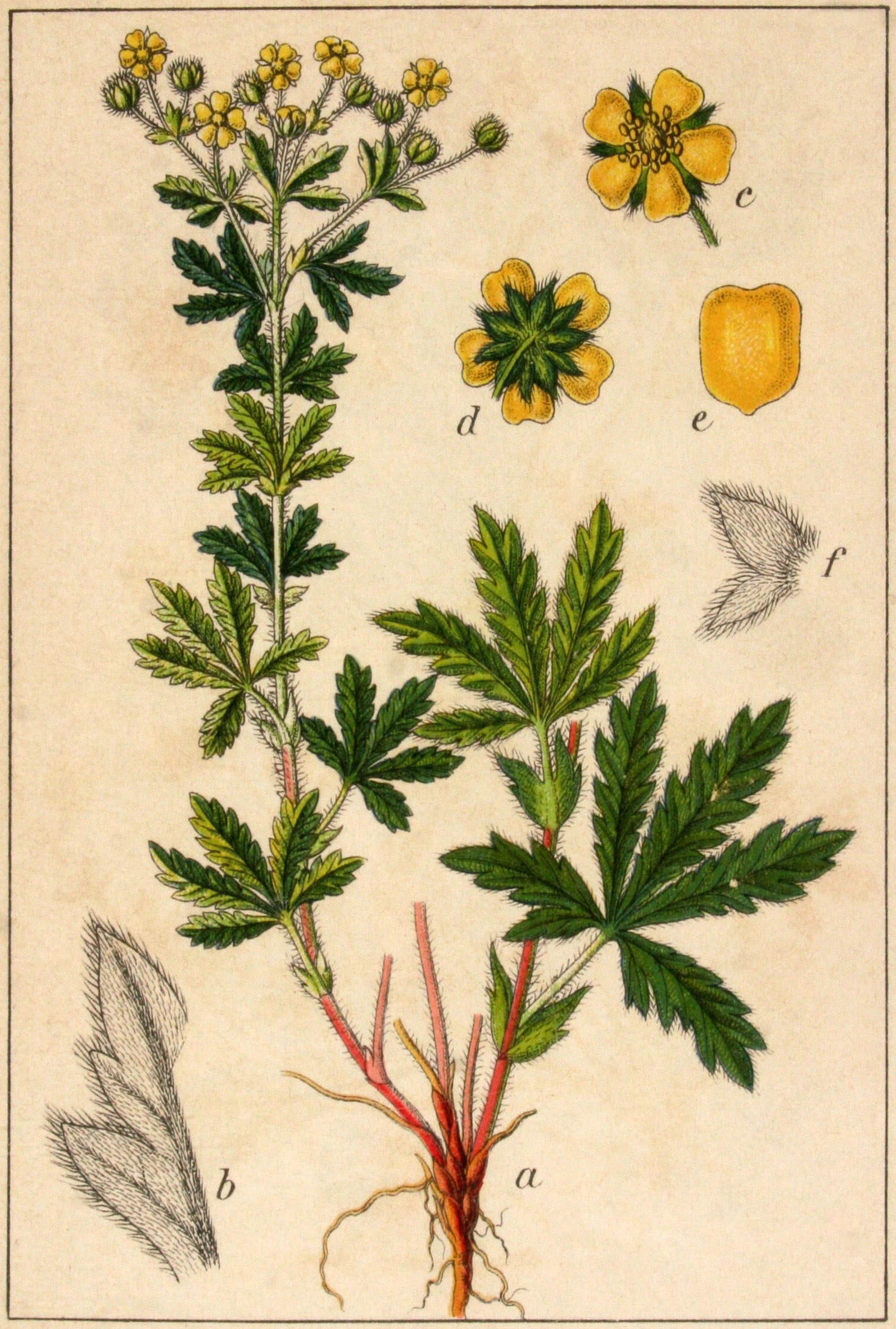
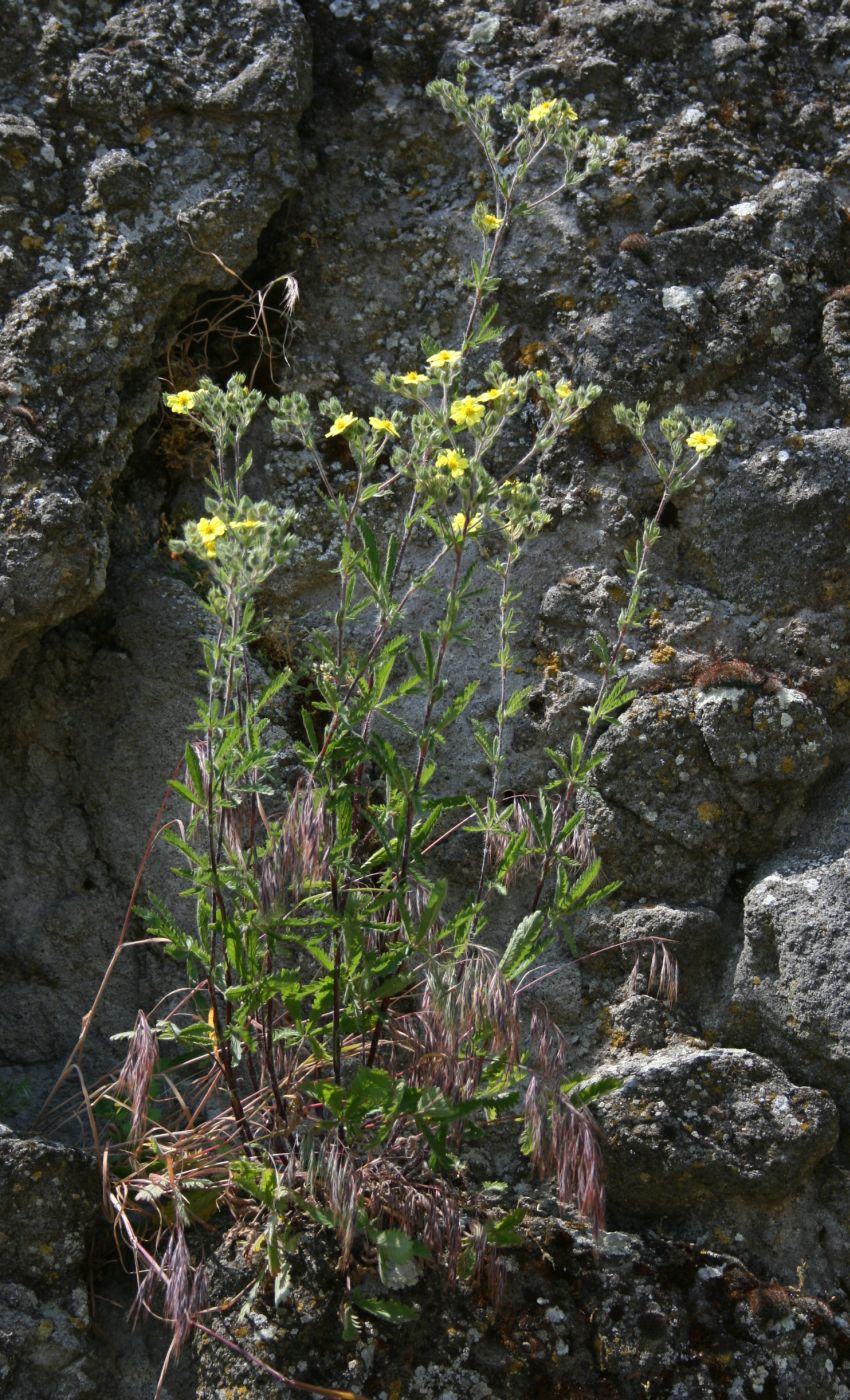
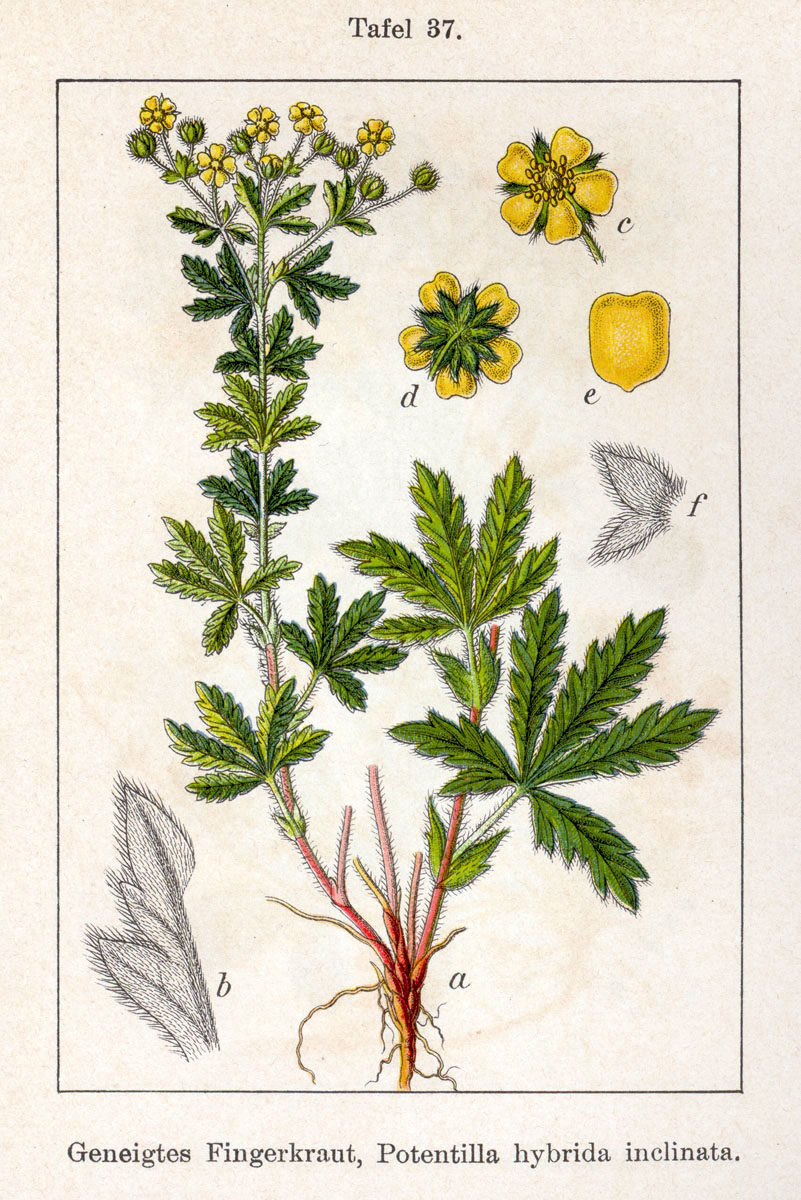